# Leonardo Cilaurren
Leonardo Cilaurren Uriarte (né le 5 novembre 1912 à Basurtu-Zorrotza, un district de Bilbao et mort le 9 décembre 1969 à Madrid) était un footballeur espagnol des années 1930 et 1940.

## Biographie
En tant que milieu, Leonardo Cilaurren fut international espagnol à 14 reprises (1931-1935) pour aucun but inscrit.
Il participa à la Coupe du monde de football de 1934. Il fut titulaire dans tous les matchs (Brésil et Italie). L'Espagne fut éliminée en quarts et il fit partie de l'équipe-type du tournoi.
Il joua dans deux clubs espagnols (Arenas Club de Getxo et Athletic Bilbao), argentins (CA River Plate), uruguayens (CA Peñarol) et mexicains (Real Club España). Il remporta deux Liga et deux coupes d'Espagne, un championnat d'Argentine, une coupe, un championnat et deux supercoupes du Mexique.

## Clubs
- 1929-1931 :  Arenas Club de Getxo
- 1931-1939 :  Athletic Bilbao
- 1939-1941 :  CA River Plate
- 1941-1942 :  CA Peñarol
- 1943-1945 :  Real Club España

## Palmarès
- Coupe d'Espagne de football
  - Vainqueur en 1932 et en 1933
- Championnat d'Espagne de football
  - Champion en 1934 et en 1936
  - Vice-champion en 1932 et en 1933
- Championnat d'Argentine de football
  - Champion en 1941
  - Vice-champion en 1939
- Championnat d'Uruguay de football
  - Vice-champion en 1942
- Championnat du Mexique de football
  - Champion en 1945
- Coupe du Mexique de football
  - Vainqueur en 1944
- Supercoupe du Mexique de football
  - Vainqueur en 1944 et en 1945